# Rokitno Szlacheckie
Rokitno Szlacheckie ist eine Ortschaft mit einem Schulzenamt der Stadt-und-Land-Gemeinde Łazy im Powiat Zawierciański der Woiwodschaft Schlesien in Polen.

## Geschichte

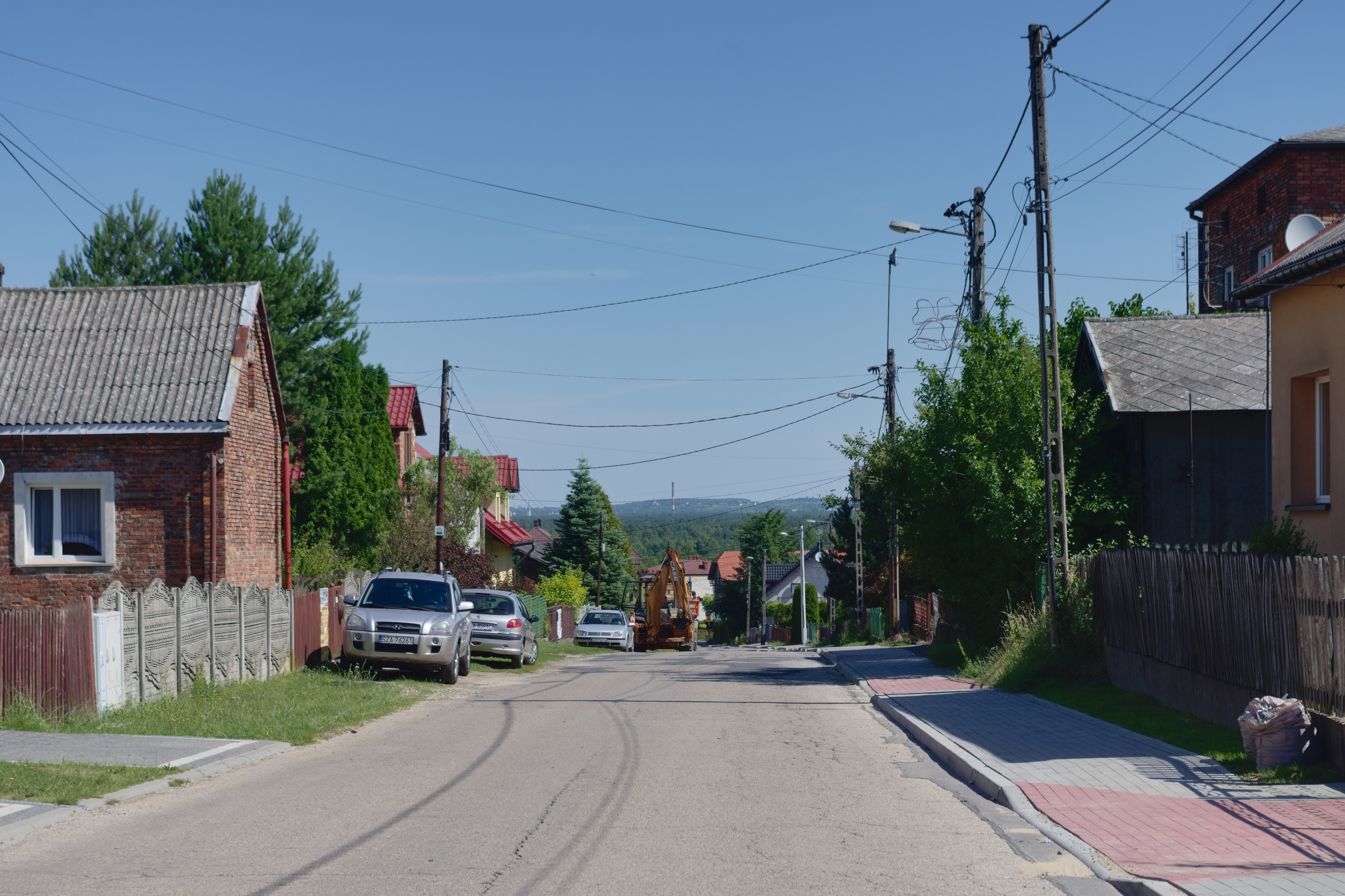
1 Maja Straße (2023)

Der Ort wurde im Jahr 1403 als Rokithno erstmals urkundlich erwähnt. Der Ortsname, früher auch feminin Rokitna, ist vom Appellativ rokita (Rosmarin-Weide) mit dem Suffix -no (-na) abgeleitet. Im 19. Jahrhundert wurde das Adjektiv Szlacheckie (Adel-) hinzugefügt, um ihn von anderen Rokitnos zu unterscheiden.
Im späten 16. Jahrhundert gehörte der Ort administrativ dem Kreis Lelów der Woiwodschaft Krakau in der Adelsrepublik Polen-Litauen und kirchlich war er die östlichste Ortschaft der östlichsten Pfarrei Ciągowice des Dekanats Bytom (Beuthen), im Bistum Krakau.
1790 entstand im Westen als ein Weiler von Rokitno die Siedlung Łazy, heute eine Stadt und der Sitz der Gemeinde.
Nach der dritten Teilung Polens von 1795  gehörte das Dorf bis 1807 zu Neuschlesien. 1807 kam es ins Herzogtum Warschau und 1815 ins neu entstandene russisch beherrschte Kongresspolen. 1848 wurde die Warschau-Wiener Eisenbahn durch die damals viel kleinere Ortschaft Łazy eröffnet. 
Nach dem Ende des Ersten Weltkriegs kam Rokitno Szlacheckie zu Polen, Woiwodschaft Kielce. Beim Überfall auf Polen 1939 wurde das Gebiet von den Deutschen besetzt und dem Landkreis Warthenau im neuen „Ostoberschlesien“ zugeordnet.
1947 wurde der Sitz der Gemeinde aus Rokitno Schlacheckie nach Łazy verlegt.
Von 1975 bis 1998 gehörte Rokitno Szlacheckie zur Woiwodschaft Katowice.

## Religion
1968 inspirierte in Rokitno Szlacheckie der polnisch-katholischer Priester aus Bolesław die Gründung der Pfarrei der Polnisch-Katholischen Kirche (der Altkatholischen Kirche in Polen). Sie gehört zum „schlesischen“ Dekanat der Diözese Krakau-Tschenstochau mit dem Sitz in Małobądz, das auch die Pfarreien in Bukowno, Strzyżowice, Libiąż, Sosnowiec und Częstochowa mit um 2500 Polnisch-Katholiken umfasst (trotz des Namens liegen alle Pfarreien im historischen Kleinpolen).
1992 wurde die römisch-katholische Pfarrei des Bistums Sosnowiec aus Łazy ausgegliedert.
Im Dorf gibt es auch eine Pfingstgemeinde von Kościół Chrześcijan Wiary Ewangelicznej w RP.